# Érc
Ércnek nevezzük azt az ásványt, amelyben fémek vagy fémvegyületek olyan mennyiségben halmozódtak fel, hogy egy adott ipari, technikai színvonalon gazdaságosan kinyerhetők. Például a bauxit az alumínium érce, de csak akkor, ha a meglévő infrastruktúrát, a helyi munkaerőpiacot, az aktuális árfolyamot és még sok más tényezőt figyelembe véve megéri kitermelni. A helyzet bonyolultabb, ha egy kőzet több nyersanyag potenciális forrása. Ilyenek a galenittartalmú (PbS) ércesedések. A galenit ugyan az ólom legfontosabb érce, de rendszerint tartalmaz ezüstöt is. Ahhoz, hogy ezt az összegképletében feltüntessék, túl kevés van benne, viszont éppen elegendő arra, hogy szétválasszák, és eladva plusz nyereséget hozzon.

## Keletkezésük és csoportosításuk
Az ércek fémtartalmú kőzetek. Kialakulásuk főleg a vulkáni tevékenységhez köthető. Első csoportja a magmás ércképződés. Ebben az esetben a felszín felé nyomuló magma fokozatosan hűl le, a különböző ércek pedig sűrűségük szerint válnak ki belőle. Legelőször, 1000 °C körül, az izzó magmából megszilárdulnak a nehézfémek: nikkel, platina, króm és vasérc. A kéregben felfelé törő magma szilárdulása közben érctelepeket hoz létre. Ha a lehűlő magmába víz jut, az további fémeket oldhat ki. Ilyen forró vizes oldatokból válnak ki a színes- és nemesfémek ércei, például arany, ezüst, cink, réz stb.
Az ércképződés másik nagy csoportja az üledékes ércképződés. A lepusztult, lemállott kőzettörmelékeket a folyók elszállítják. A tengerbe jutva fémtartalmuk kicsapódik, amit a tengerben élő baktériumok is elősegítenek. Így jönnek létre a vas-, cink- és réztelepek.